# Ōza 2013
L'Ōza 2013 è stata la sessantunesima edizione del torneo goistico giapponese Ōza.

## Svolgimento

### Fase preliminare
La fase preliminare serve a determinare chi accede al torneo per la selezione dello sfidante. Consiste in una serie di tornei preliminari iniziali, i cui vincitori si qualificano al torneo per la determinazione dello sfidante.
- W indica vittoria col bianco
- B indica vittoria col nero
- X indica la sconfitta
- +R indica che la partita si è conclusa per abbandono
- +N indica lo scarto dei punti a fine partita
- +F indica la vittoria per forfeit
- +T indica la vittoria per timeout
- +? indica una vittoria con scarto sconosciuto
- V indica una vittoria in cui non si conosce scarto e colore del giocatore

|  | Primo turno        | Primo turno        | Primo turno |  |  | Secondo turno      | Secondo turno      | Secondo turno   |     |              | Semifinali   | Semifinali   | Semifinali |  |  | Finale | Finale | Finale |
|  |                    |                    |             |  |  |                    |                    |                 |     |              |              |              |            |  |  |        |        |        |
|  | Takashi Takei      |                    |             |  |  |                    |                    |                 |     |              |              |              |            |  |  |        |        |        |
|  | Satoshi Yuki       | Satoshi Yuki       | W+R         |  |  | Satoshi Yuki       | Satoshi Yuki       | W+6,5           |     |              |              |              |            |  |  |        |        |        |
|  | Takehisa Matsumoto | Takehisa Matsumoto | W+4,5       |  |  | Takehisa Matsumoto | Takehisa Matsumoto |                 |     |              |              |              |            |  |  |        |        |        |
|  | Shinji Takao       | Shinji Takao       |             |  |  |                    |                    |                 |     | Satoshi Yuki | Satoshi Yuki | B+R          |            |  |  |        |        |        |
|  | Tetsuya Kiyonari   | Tetsuya Kiyonari   |             |  |  |                    | Naoki Hane         | Naoki Hane      |     |              |              |              |            |  |  |        |        |        |
|  | Naoki Hane         | Naoki Hane         | B+R         |  |  | Naoki Hane         | Naoki Hane         | B+R             |     |              |              |              |            |  |  |        |        |        |
|  | Daisuke Murakawa   | Daisuke Murakawa   | B+2,5       |  |  | Daisuke Murakawa   | Daisuke Murakawa   |                 |     |              |              |              |            |  |  |        |        |        |
|  | Tomoyasu Mimura    | Tomoyasu Mimura    |             |  |  |                    |                    |                 |     |              | Satoshi Yuki | Satoshi Yuki |            |  |  |        |        |        |
|  | Cho U              | Cho U              | W+R         |  |  |                    | Cho U              | Cho U           | B+R |              |              |              |            |  |  |        |        |        |
|  | Kim Sujun          | Kim Sujun          |             |  |  | Cho U              | Cho U              | W+R             |     |              |              |              |            |  |  |        |        |        |
|  | Rin Shien          | Rin Shien          | B+R         |  |  | Rin Shien          | Rin Shien          |                 |     |              |              |              |            |  |  |        |        |        |
|  | Rin Kono           | Rin Kono           |             |  |  |                    |                    |                 |     | Cho U        | Cho U        | B+R          |            |  |  |        |        |        |
|  | Keigo Yamashita    | Keigo Yamashita    | B+R         |  |  |                    | Keigo Yamashita    | Keigo Yamashita |     |              |              |              |            |  |  |        |        |        |
|  | Norimoto Yoda      | Norimoto Yoda      |             |  |  | Keigo Yamashita    | Keigo Yamashita    | B+R             |     |              |              |              |            |  |  |        |        |        |
|  | Taiki Seto         | Taiki Seto         | W+R         |  |  | Taiki Seto         | Taiki Seto         |                 |     |              |              |              |            |  |  |        |        |        |
|  | Naoyuki Nakane     |                    |             |  |  |                    |                    |                 |     |              |              |              |            |  |  |        |        |        |

### Finale
La finale è una sfida al meglio delle cinque partite.